# John Polkinghorne
 (mai 2023).
La mise en forme du texte ne suit pas les recommandations de Wikipédia : il faut le « wikifier ».
Les points d'amélioration suivants sont les cas les plus fréquents. Le détail des points à revoir est peut-être précisé sur la page de discussion.
- Les titres sont pré-formatés par le logiciel. Ils ne sont ni en capitales, ni en gras.
- Le texte ne doit pas être écrit en capitales (les noms de famille non plus), ni en gras, ni en italique, ni en « petit »…
- Le gras n'est utilisé que pour surligner le titre de l'article dans l'introduction, une seule fois.
- L'italique est rarement utilisé : mots en langue étrangère, titres d'œuvres, noms de bateaux, etc.
- Les citations ne sont pas en italique mais en corps de texte normal. Elles sont entourées par des guillemets français : « et ».
- Les listes à puces sont à éviter, des paragraphes rédigés étant largement préférés. Les tableaux sont à réserver à la présentation de données structurées (résultats, etc.).
- Les appels de note de bas de page (petits chiffres en exposant, introduits par l'outil «  Source ») sont à placer entre la fin de phrase et le point final[comme ça].
- Les liens internes (vers d'autres articles de Wikipédia) sont à choisir avec parcimonie. Créez des liens vers des articles approfondissant le sujet. Les termes génériques sans rapport avec le sujet sont à éviter, ainsi que les répétitions de liens vers un même terme.
- Les liens externes sont à placer uniquement dans une section « Liens externes », à la fin de l'article. Ces liens sont à choisir avec parcimonie suivant les règles définies. Si un lien sert de source à l'article, son insertion dans le texte est à faire par les notes de bas de page.
- La présentation des références doit suivre les conventions bibliographiques. Il est recommandé d'utiliser les modèles {{Ouvrage}}, {{Chapitre}}, {{Article}}, {{Lien web}} et/ou {{Bibliographie}}. Le mode d'édition visuel peut mettre en forme automatiquement les références.
- Insérer une infobox (cadre d'informations à droite) n'est pas obligatoire pour parachever la mise en page.

Pour une aide détaillée, merci de consulter Aide:Wikification.
Si vous pensez que ces points ont été résolus, vous pouvez retirer ce bandeau et améliorer la mise en forme d'un autre article.
John Charlton Polkinghorne, né le 16 octobre 1930 à Weston-super-Mare et mort le 9 mars 2021 à Cambridge, est un physicien théoricien britannique, théologien et prêtre anglican. Il est une voix éminente et influente au sein de la communauté travaillant sur la relation entre science et religion. Il débute comme professeur de physique mathématique à l'Université de Cambridge de 1968 à 1979, puis démissionne de sa chaire pour étudier en vue de la prêtrise, et se reconvertit en devenant prêtre anglican ordonné en 1982, tout en conservant un intérêt fort pour la science et en écrivant des livres sur la physique, sur le thème de la théologie naturelle et sur celui des relations entre foi chrétienne et science. Il est président du Queens' College de Cambridge de 1988 à 1996.
Il est l'auteur de cinq livres sur la physique et de vingt-six sur la relation entre la science et la religion. Ses publications incluent The Quantum World (1989), Belief in God in an Age of Science (1998), Quantum Physics and Theology: An Unexpected Kinship (2005), Exploring Reality: The Intertwining of Science and Religion (2007) et Questions of Truth (2009). The Polkinghorne Reader (édité par Thomas Jay Oord ) fournit des extraits clés des livres de Polkinghorne qui ont été les plus influents. Il reçoit la distinction de chevalier en 1997, et en 2002 le prix Templeton doté d'un million de livres sterlings, décerné pour ses contributions exceptionnelles relatives à la relation entre foi et religion.

## Jeunesse et éducation
John Polkinghorne nait le 16 octobre 1930 dans le Sud-Ouest du Royaume-Uni, à Weston-super-Mare. Ses parents sont Dorothy Charlton, la fille d'une employée de maison, et George Polkinghorne, qui travaillait pour la poste. Il est le troisième enfant du couple. Il a un frère, Peter, et une sœur, Ann, morte à l'âge de six ans, un mois avant la naissance de John. Peter est mort en 1942 alors qu'il combattait au sein de la Royal Air Force pendant la Seconde Guerre mondiale.
Il fait ses études à l'école primaire locale de Street, dans le Somerset, puis étudie auprès d'un ami de la famille à la maison, et plus tard dans une école Quaker. À l'âge de onze ans, il va à la Elmhurst Grammar School de Street, et lorsque son père est promu maître de poste à Ely en 1945, il rejoint la Perse School de Cambridge. Après le service national au sein du Royal Army Educational Corps de 1948 à 1949, il étudie les mathématiques au Trinity College, obtient son diplôme en 1952 en tant que Senior Wrangler, puis son doctorat en physique en 1955, sous la direction du lauréat du prix Nobel Abdus Salam dans le groupe dirigé par Paul Dirac.

### Physique
Il rejoint l' Union chrétienne de l'UCCF à Cambridge et y rencontre sa future épouse, Ruth Martin, membre de la même union et également étudiante en mathématiques. Ils se marient le 26 mars 1955 et, à la fin de cette année, ont fait un voyage en bateau de Liverpool à New York. John Polkinghorne accepte une bourse postdoctorale Harkness au California Institute of Technology, où il travaille avec Murray Gell-Mann. Vers la fin de la bourse, il se voit offrir un poste de chargé de cours à l'Université d'Édimbourg, qu'il a rejoint en 1956.
Après deux ans en Écosse, il retourne enseigner à Cambridge en 1958. Il est promu lecteur en 1965, et se voit offrir en 1968 un poste de professeur en physique mathématique, une position qu'il tient jusqu'en 1979. On compte parmi ses étudiants Brian Josephson et Martin Rees. Pendant 25 ans, il travaille sur des théories sur les particules élémentaires, a joué un rôle dans la découverte du quark, et mene des recherches en physique des hautes énergies sur les propriétés analytiques des intégrales de Feynman et les fondements de la théorie de la matrice S. Alors qu'il est employé par Cambridge, il travaille également à Princeton, Berkeley, Stanford et au CERN à Genève. Il est élu membre de la Royal Society en 1974,.

### Prêtrise et Queens' College
John Polkinghorne décide de se préparer au sacerdoce à partir de 1977. Il indique dans une interview qu'il avait senti qu'il avait fait sa part pour la science après 25 ans, et que son meilleur travail mathématique était probablement derrière lui. Le christianisme ayant toujours été au centre de sa vie, l'ordination lui a offert la possibilité d'une reconversion attrayante. Il démissionne alors de sa chaire en 1979 pour venir étudier à Westcott House, Cambridge, une université théologique anglicane. Il devient prêtre ordonné le 6 juin 1982 lors du dimanche de la Trinité[réf. nécessaire]. La cérémonie a lieu au Trinity College de Cambridge et est présidée par l'évêque John A. T. Robinson [réf. nécessaire]. Il travaille pendant cinq ans comme vicaire dans le sud de Bristol, puis comme vicaire à Blean dans le Kent, avant de retourner à Cambridge en 1986 en tant que doyen de la chapelle de Trinity Hall,. Il devient président du Queens 'College cette année-là, poste qu'il a occupé jusqu'à sa retraite en 1996. Il est théologien chanoine de la cathédrale de Liverpool de 1994 à 2005. John Polkinghorne meurt le 9 mars 2021 à l'âge de 90 ans.

### Prix
En 1997, John Polkinghorne est nommé Chevalier Commandeur de l'Ordre de l'Empire britannique (KBE), bien qu'en tant que prêtre ordonné dans l'Église d'Angleterre, il n'ait pas pu être appelé "Sir John Polkinghorne"[réf. nécessaire]. Il est membre honoraire du St Chad's College, à Durham, et reçoit un doctorat honorifique de l Université de Durham en 1998. En 2002, il reçoit le prix Templeton pour ses contributions à la recherche à l'interface entre la science et la religion. Il a notamment parlé de "L'univers en tant que création" lors de la cérémonie du prix Trotter en 2003.
Il est membre du comité d'éthique médicale de la BMA, du synode général de l'Église d'Angleterre, de la commission de la doctrine et de la commission de la génétique humaine . Il est président des gouverneurs de la Perse School de 1972 à 1981. Membre du Queens' College de Cambridge, il est pendant 10 ans théologien chanoine à la cathédrale de Liverpool[réf. nécessaire]. Il est membre fondateur de la Société de Scientifiques Ordonnés et aussi de la Société internationale pour la Science et la Religion, dont il est le premier président. Il est sélectionné pour donner les prestigieuses conférences Gifford en 1993-1994, qu'il a ensuite publiées sous le titre The Faith of a Physicist.
En 2006, John Polkinghorne reçoit un doctorat honorifique de l'Université baptiste de Hong Kong lors de la célébration des 50 ans de cette université. A cette occasion, il donne une conférence publique sur "Le dialogue entre la science et la religion et son importance pour l'Académie" et participe à un "Dialogue Est - Ouest " avec Yang Chen-ning, lauréat du prix Nobel de physique. Il est membre du groupe de recherche sur la psychologie et la religion à l'Université de Cambridge. Il est membre honoraire du St Edmund's College de Cambridge.

## Idées
John Polkinghorne déclare dans une interview qu'il pensait que son passage de la science (physique) à la religion lui avait donné comme une vision binoculaire, en trois dimensions, bien qu'il comprenne que cela puisse en même temps éveiller le même genre d'interrogation voire de suspicion que pourrait susciter l'affirmation d'être un boucher végétarien. Il décrit sa position comme un réalisme critique et croit que science et religion abordent des aspects de la même réalité. Un thème récurrent dans son œuvre est l'affirmation que lorsqu'il "a tourné son col", il n'a pas cessé de rechercher la vérité. Il a soutenu qu'il existe plusieurs points de convergence entre les démarches de recherche en science et en théologie, avec notamment les différentes phases de progression traversés par les auteurs de ces recherches : des moments de révision radicale forcée, des périodes de confusion non résolue, des périodes de synthèse et de compréhension renouvelées, une lutte continue avec des problèmes non résolus, et enfin la découverte et l'exploration d'implications plus profondes.
John Polkinghorne suggère que les explications mécanistes du monde de Laplace à Richard Dawkins devraient être remplacées par l'intuition que la majeure partie de la nature ressemble à un nuage plutôt qu'à une horloge. Il considère l'esprit, l'âme et le corps comme différents aspects de la même réalité sous-jacente - le "monisme à double aspect" - écrivant qu '"il n'y a qu'une seule chose présente au monde (pas deux - le matériel et le mental), mais que cela peut se produire dans deux états distincts (dans des sortes de phases matérielle et mentale, pourrait dire un physicien) qui expliquent notre perception de la différence entre l'esprit et la matière". Il croit que la causalité physique standard ne peut pas décrire de manière adéquate les multiples façons dont les choses et les personnes interagissent, et utilise l'expression « information active » pour décrire comment, lorsque plusieurs résultats sont possibles, il peut y avoir des niveaux de causalité plus élevés qui choisissent lequel va se produire.

### A propos de l'existence de Dieu
Polkinghorne considère que "la question de l'existence de Dieu est la question la plus importante à laquelle nous sommes confrontés sur la nature de la réalité" et cite, avec approbation, Sir Anthony Kenny : "Après tout, s'il n'y a pas de Dieu, alors Dieu est incalculablement la plus grande création de l'imagination humaine." Il aborde les questions de « Le concept de Dieu a-t-il un sens ? Si oui, avons-nous des raisons de croire en une telle chose ?" Il est « prudent quant à nos pouvoirs d'évaluation de la cohérence », soulignant qu'en 1900 un « étudiant de premier cycle compétent… aurait pu démontrer « l'incohérence » » des idées quantiques[réf. nécessaire].
Il suggère que Dieu est la réponse ultime à la grande question de Leibniz "Pourquoi y a-t-il quelque chose plutôt que rien?" "L'affirmation claire de l'existence du monde" de l'athée est une "vision grossièrement appauvrie de la réalité… [argumentant que] le théisme explique plus que ce qu'un athéisme réductionniste ne pourra jamais expliquer"[réf. nécessaire].
Il critique l'argument ontologique de saint Anselme. Se référant à la théorie de l'incomplétude de Gödel, il a déclaré: "Si nous n'arrivons pas prouver la cohérence de l'arithmétique, il semble un peu exagéré d'espérer que l'existence de Dieu soit plus facile à montrer", concluant que Dieu est "ontologiquement nécessaire, mais pas logiquement nécessaire". Il "n'affirme pas que l'existence de Dieu puisse être démontrée de manière logiquement coercitive (pas plus que la non-existence de Dieu), mais plutôt que le théisme donne plus de sens au monde et à l'expérience humaine que l'athéisme". Il cite notamment :
- L'argument de l'intelligibilité de l'Univers : on pourrait s'attendre à ce que la sélection évolutive produise des esprits d'hominidés aptes à faire face à l'expérience quotidienne, mais que ces esprits devraient également être capables de comprendre le monde subatomique et que la relativité générale va bien au-delà de tout ce qui concerne l'aptitude à la survie. Le mystère s'approfondit lorsque l'on reconnaît la fécondité éprouvée de la beauté mathématique comme guide heuristique pour le choix d'une théorie réussie[25].
- L'argument du réglage fin anthropique de l'univers : Il cite avec approbation Freeman Dyson, qui a déclaré "plus j'examine l'univers et les détails de son architecture, plus je trouve de preuves que l'Univers, dans un certain sens, devait savoir que nous venions"[26] et suggère qu'il existe un large consensus parmi les physiciens sur le fait qu'il existe un très grand nombre d'autres univers dans le Multivers ou bien qu'"il n'y a qu'un seul univers tel qu'il est dans sa fécondité anthropique, ce qui indiquerait qu'il est l'expression de la conception délibérée d'un Créateur, l'ayant doté de la potentialité de la vie par un réglage fin de ses propriétés physiques [27]. »
- L'argument d'une réalité humaine plus large : Il considère que le théisme offre un compte rendu plus convaincant des perceptions éthiques et esthétiques. Il soutient qu'il est difficile d'accepter l'idée que "nous avons une véritable connaissance morale" et que des déclarations telles que "torturer des enfants est mal" sont plus que "de simples conventions sociales des sociétés au sein desquelles elles sont prononcées" dans un cadre athée ou naturaliste. vision du monde. Il pense également qu'une telle vision du monde a du mal à expliquer comment "quelque chose d'une signification durable est entrevu dans la beauté du monde naturel et la beauté des fruits de la créativité humaine[28]".

### Sur le créationnisme
À la suite de la démission de Michael Reiss, le directeur de l'éducation à la Royal Society, qui avait soutenu de manière controversée que les élèves qui croyaient au créationnisme devraient être sollicités par les professeurs de sciences pour entamer des discussions, plutôt que d'être rejetés a priori, Polkinghorne a soutenu dans The Times qu' "En tant que croyant chrétien, je suis, bien sûr, un créationniste au sens propre du terme, car je crois que l'esprit et le dessein d'un Créateur divin se cachent derrière l'histoire fructueuse et l'ordre remarquable de l'Univers que la science explore. Mais je ne suis certainement pas un créationniste dans ce curieux sens nord-américain, qui implique d'interpréter la Genèse d'une manière littérale et de supposer que l'évolution est fausse".

### Réception critique
Nancy Frankenberry, professeur de religion au Dartmouth College, a décrit Polkinghorne comme le meilleur théologien scientifique britannique de notre époque, citant ses travaux sur la relation possible entre la théorie du chaos et la théologie naturelle.  Owen Gingerich, un astronome et ancien professeur de Harvard, l'a considéré comme un penseur de premier plan concernant le sujet de la relation entre la science et la religion.
Le philosophe britannique Simon Blackburn a critiqué Polkinghorne pour avoir utilisé une pensée primitive et des gadgets rhétoriques au lieu de s'engager dans une argumentation et une pensée philosophiques. Lorsque Polkinghorne avance que les ajustements minutieux des constantes cosmologiques pour la vie pointent vers une explication qui sort du domaine scientifique, Blackburn soutient que cela repose sur une préférence naturelle pour une explication faisant intervenir des agents[réf. nécessaire]. Blackburn écrit qu'il a fini les livres de Polkinghorne dans « le désespoir du fait de la capacité d'auto-tromperie de l'humanité ». À l'inverse, Freeman Dyson qualifie les arguments de Polkinghorne sur la théologie et les sciences naturelles de « polis et logiquement cohérents  ». Le romancier Simon Ings, écrivant dans le New Scientist, déclare que l'argument de Polkinghorne pour la proposition selon laquelle Dieu est réel est convaincant et son argumentation élégante.
Richard Dawkins, ancien professeur de compréhension publique des sciences à Oxford, écrit que les trois mêmes noms de scientifiques britanniques qui sont également sincèrement religieux surgissent avec la « familiarité sympathique des associés principaux d'un cabinet d'avocats de Dickens » : Arthur Peacocke, Russell Stannard, et John Polkinghorne, qui ont tous remporté le prix Templeton ou font partie de son conseil d'administration. Dawkins écrit qu'il n'est pas tellement déconcerté par leur croyance en un législateur cosmique, mais par leurs croyances dans les détails du christianisme, comme la résurrection et le pardon des péchés, et que de tels scientifiques, en Grande-Bretagne et aux États-Unis, sont sujet à perplexité de la part de leurs pairs. Polkinghorne a répondu que « débattre avec Dawkins était sans espoir, car il n'y a pas de concessions mutuelles. Il ne vous concède pas un pouce de terrain. Il dit simplement "non" quand tu dis "oui" ». Nicholas Beale écrit dans Questions of Truth, qu'il a co-écrit avec Polkinghorne, qu'il espère que Dawkins sera un peu moins déconcerté une fois qu'il l'aura lu.
Anthony Grayling a critiqué la Royal Society pour avoir autorisé l'utilisation de ses locaux dans le cadre du lancement de Questions of Truth, le qualifiant de scandale et suggérant que Polkinghorne avait exploité sa bourse là-bas pour faire connaître un "pamphlet faible, casuistique et tendancieux". Après avoir laissé entendre que l'éditeur du livre, Westminster John Knox, était un auto-éditeur, Grayling a poursuivi en écrivant que Polkinghorne et d'autres étaient impatients de voir la crédibilité accordée à la recherche scientifique étendue aux perspectives religieuses par association.
Contrairement à Grayling, l'historien des sciences Edward B. Davis fait l'éloge de Questions of Truth, affirmant que le livre fournit «le genre d'informations techniques… que les lecteurs formés scientifiquement apprécieront - mais ils peuvent être lus avec profit par quiconque s'intéresse à la science et au christianisme». Davis conclut : « Il n'a pas été facile de trouver un juste milieu entre le fondamentalisme et le modernisme, en particulier sur les questions impliquant la science. Polkinghorne a fait cela avec beaucoup de succès pendant une génération, et pour cela, il devrait être à la fois apprécié et imité".

## Ouvrages publiés
Polkinghorne a publié 34 livres, traduits dans 18 langues, dont 26 concernent le thème des relations entre science et religion, souvent pour le grand public.
Science et religion
- Traduit en français : "La science et la religion. Deux approches complémentaires du réel.", 2013, préface de Jean Staune, traduction Alessia Weil.

- (en) The Polkinghorne Reader : Science, Faith, and the Search for Meaning, Thomas Jay Oord, 2010, 256 p. (ISBN 1-59947-315-1 et 978-0-281-06053-5, présentation en ligne)
- The Way the World Is: The Christian Perspective of a Scientist (1984 – revised 1992)  (ISBN 0-281-04597-6)
- One World (SPCK/Princeton University Press 1987; Templeton Foundation Press, 2007)  (ISBN 978-1-59947-111-2)
- Science and Creation (SPCK/New Science Library, 1989; Templeton Foundation Press, 2006)  (ISBN 978-1-59947-100-6)
- Science and Providence (SPCK/New Science Library, 1989; Templeton Foundation Press, 2006)  (ISBN 978-1-932031-92-8)
- Reason and Reality: Relationship Between Science and Theology  (SPCK/Trinity Press International 1991)  (ISBN 978-0-281-04487-0)
- Quarks, Chaos and Christianity (1994; Second edition SPCK/Crossroad 2005)  (ISBN 0-281-04779-0)
- The Faith of a Physicist – published in the UK as Science and Christian Belief (1994)   (ISBN 0-691-03620-9)
- Serious Talk: Science and Religion in Dialogue (Trinity Press International/SCM Press, 1996)  (ISBN 978-1-56338-109-6)
- Scientists as Theologians (1996)  (ISBN 0-281-04945-9)
- Beyond Science: The wider human context (CUP 1996)  (ISBN 978-0-521-57212-5)
- Searching for Truth (Bible Reading Fellowship/Crossroad, 1996)
- Belief in God in an Age of Science (Yale University Press, 1998)  (ISBN 0-300-08003-4)
- Science and Theology (SPCK/Fortress 1998)  (ISBN 0-8006-3153-6)
- The End of the World and the Ends of God (Trinity Press International, 2000) with Michael Welker
- Traffic in Truth: Exchanges Between Sciences and Theology (Canterbury Press/Fortress, 2000)  (ISBN 978-0-8006-3579-4)
- Faith, Science and Understanding (2000) SPCK/Yale University Press (ISBN 0-300-08372-6)
- The Work of Love: Creation as Kenosis editor, with contributors including Ian Barbour, Sarah Coakley, George Ellis, Jurgen Moltmann and Keith Ward (SPCK/Eerdmans 2001)  (ISBN 0-281-05372-3) /  (ISBN 0-8028-4885-0)
- The God of Hope and the End of the World (Yale University Press, 2002)  (ISBN 0-300-09211-3)
- The Archbishop's School of Christianity and Science (York Courses, 2003)  (ISBN 0954054385)
- 'Science and Christian Faith' (Conversation on CD with Canon John Young. York Courses)
- Living with Hope (SPCK/Westminster John Knox Press, 2003)
- Science and the Trinity: The Christian Encounter With Reality (2004)  (ISBN 0-300-10445-6) (a particularly accessible summary of his thought)
- Exploring Reality: The Intertwining of Science & Religion (SPCK 2005)  (ISBN 0-300-11014-6)
- Quantum Physics & Theology: An Unexpected Kinship (SPCK 2007)  (ISBN 978-0-281-05767-2)
- From Physicist to Priest, an Autobiography SPCK 2007  (ISBN 978-0-281-05915-7)
- Theology in the Context of Science SPCK 2008  (ISBN 978-0-281-05916-4)
- Questions of Truth: Fifty-one Responses to Questions about God, Science and Belief, with Nicholas Beale; foreword by Antony Hewish (Westminster John Knox 2009)  (ISBN 978-0-664-23351-8)
- Reason and Reality: The Relationship Between Science and Theology (2011) SPCK (ISBN 978-0-281-06400-7)
- Science and Religion in Quest of Truth (2011) SPCK (ISBN 978-0-281-06412-0)
- 'Hawking, Dawkins and GOD' (2012) (Conversation on CD with Canon John Young. York Courses)
- What Can We Hope For? (Sam&Sam, 2019) with Patrick Miles  (ISBN 978-1-9999676-1-1)

Science
- The Analytic S-Matrix (CUP 1966, jointly with RJ Eden, PV Landshoff and DI Olive)
- The Particle Play (W.H. Freeman, 1979)
- Models of High Energy Processes (CUP 1980)
- The Quantum World (Longmans/Princeton University Press, 1985; Penguin 1986; Templeton Foundation Press 2007)  (ISBN 978-0-691-02388-5)
- Rochester Roundabout: The Story of High Energy Physics (New York, Longman, 1989)  (ISBN 978-0-582-05011-2)
- Quantum Theory: A Very Short Introduction (2002) OUP (ISBN 0-19-280252-6)
- Meaning in Mathematics (2011) OUP (edited, with contributions from Timothy Gowers, Roger Penrose, Marcus du Sautoy and others)  (ISBN 978-0-19-960505-7)

Chapitres
- "The Trinity and Scientific Theology" in The Blackwell Companion to Science and Christianity, J.B. Stump and Alan G. Padgett (eds.), (Wiley-Blackwell, 2012)
- On Space and Time (CUP 2008) along with Andrew Taylor, Shahn Majid, Roger Penrose, Alain Connes and Michael Heller (ISBN 978-0-521-88926-1)
- Spiritual Information: 100 Perspectives on Science and Religion (Templeton Foundation Press, 2005) ed Charles Harper  (ISBN 1-932031-73-1)
- Creation, Law and Probability (Fortress Press 2008) ed Fraser Watts with Peter Harrison, George Ellis, Philip Clayton, Michael Ruse, Nancey Murphy, John Bowker & others  (ISBN 978-0-8006-6278-3)
- "Physical Processes, Quantum Events, and Divine Agency," in Quantum Mechanics: Scientific Perspectives on Divine Action, Russell, R.J., Clayton, P., Wegter-McNelly, K., Polkinghorne, J. (eds.), (VATICAN: Vatican Observatory, 2001)